# Ataque aéreo suicida em Colombo de 2009
Em 20 de fevereiro de 2009, a ala aérea da milícia separatista Tamil Tigers lançou um ataque suicida contra locais militares e em torno de Colombo, Sri Lanka, usando dois aviões leves armados. Especula-se que os ataques foram destinados a imitar os ataques de 11 de setembro, onde as aeronaves foram usadas como bombas voadoras e colidiram diretamente com seus alvos. Os atacantes não conseguiram atingir seus supostos alvos e caíram no chão depois de serem derrubados pela Força Aérea do Sri Lanka, embora uma das aeronaves tenha atingido um prédio do governo em Colombo, matando duas pessoas e mais de 50 pessoas no total ficaram feridas em ambas quedas.

## Contexto
Os Tigres de Libertação de Tamil Eelam, também conhecidos como LTTE ou Tigres Tamil, eram uma organização militante separatista que lutava para criar um estado Tamil independente no norte e leste do Sri Lanka. Entre 1983 e 2009, eles se envolveram em um violento conflito com os militares do Sri Lanka, que resultou na morte de cerca de 70.000 pessoas. Durante sua campanha, os Tigres Tamil usaram uma variedade de táticas controversas, incluindo o uso extensivo de homens-bomba. Os Tigres Tâmeis são designados como organização terrorista por 32 países, incluindo Estados Unidos, Canadá e países membros da União Européia.
Em 2002, os Tigres Tamil controlavam uma área de aproximadamente 15.000 km ² no norte e leste do Sri Lanka. Na época, enfrentando perdas crescentes no campo de batalha e pressão internacional para interromper os combates, ambos os lados foram persuadidos a se envolver em negociações de paz mediadas internacionalmente. O tão aclamado processo de paz continuou até julho de 2006, quando os Tigres Tamil bloquearam um canal que abastecia de água uma área sob o controle do governo do Sri Lanka . O Exército do Sri Lanka inicialmente lançou uma ofensiva para reabrir o canal e o capturou duas semanas depois. Após esse sucesso, os militares do Sri Lanka expandiram sua ofensiva, conquistando o controle de toda a Província Oriental em meados de 2007 e confinando o LTTE a uma área de aproximadamente 100 km ² até fevereiro de 2009. 

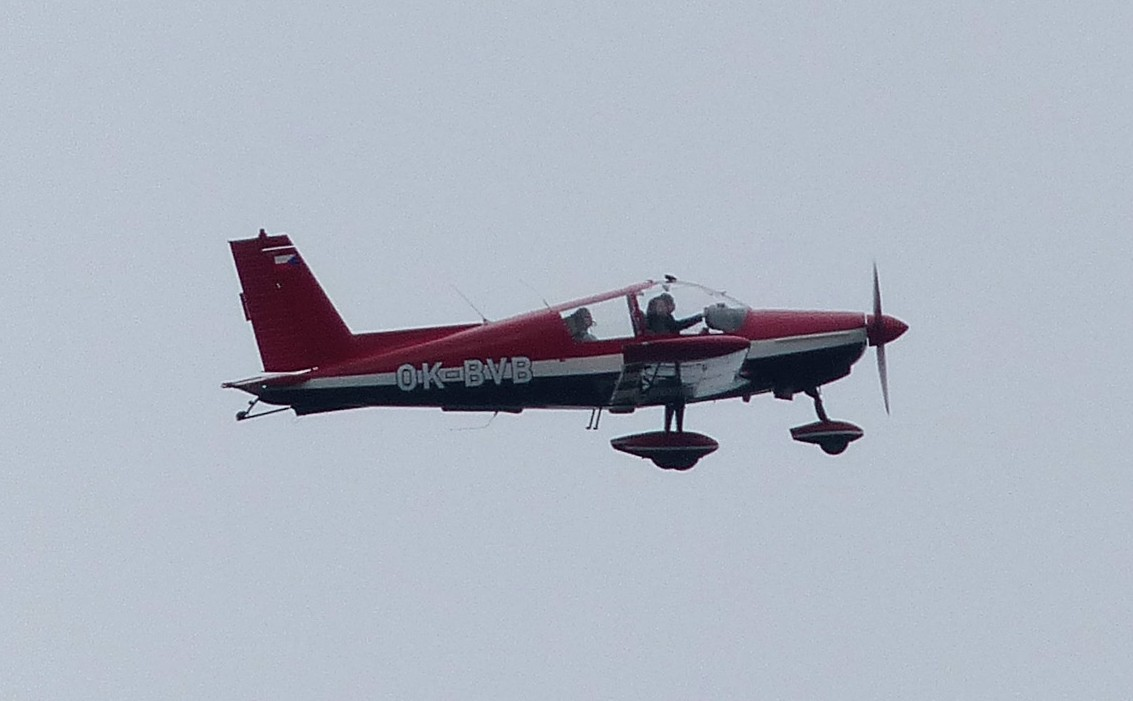
Um Zlin Z-143 civil semelhante aos que se acredita terem sido usados no ataque

Os primeiros relatos de aeronaves na posse do LTTE vieram em 1998, quando o site pró-LTTE TamilNet informou que uma aeronave Tiger espalhou flores sobre um cemitério em Mullaithivu. No entanto, o LTTE não usou aeronaves como armas ofensivas até março de 2007, quando lançou um ataque surpresa contra Colombo usando uma aeronave leve para lançar uma bomba na base principal da Força Aérea do Sri Lanka. Acredita-se que o LTTE tenha contrabandeado várias aeronaves leves para o Sri Lanka durante o período de cessar-fogo de 2002-06, e estas foram detectadas pela primeira vez por UAVs da Força Aérea do Sri Lanka em 2005. Até fevereiro de 2009, o LTTE realizou outros sete ataques aéreos contra alvos do governo, com a Força Aérea alegando ter derrubado uma aeronave Tamil Tiger em uma ocasião.
Acredita-se que a aeronave usada para o ataque Colombo seja o Zlín Z-143. O Z-143 é um monoplano monomotor de asa baixa fabricado na Tchecoslováquia, usado principalmente para fins de treinamento. Originalmente um de quatro lugares, foi modificado pelo LTTE para transportar quatro bombas instaladas em seu trem de pouso. Os Tigres Tamil são o único grupo conhecido por usar Z-143s para fins militares.

## Ataques
Com os militares do Sri Lanka prestes a vencer a guerra, os Tigres Tamil lançaram seu primeiro ataque aéreo suicida na noite de 20 de fevereiro de 2009. Duas aeronaves decolaram de uma estrada estreita em Puthukkudiyirippu, no distrito de Mullaithivu, e foram avistadas pelo pessoal do Exército do Sri Lanka que operava na linha de frente por volta das 20h30. As aeronaves foram logo detectadas por uma instalação de radar da Força Aérea do Sri Lanka em Vavuniya . A aeronave, que havia apagado as luzes para evitar detecção, seguiu para Mannar e depois para o sul em direção a Colombo. Vinte minutos após a detecção da aeronave, um interceptador F-7 da Força Aérea do Sri Lanka foi enviado para interceptar os aviões, mas não conseguiu fazê-lo devido à baixa altitude da aeronave Tamil Tiger. As duas aeronaves Tamil Tiger passaram pelo Aeroporto Internacional de Bandaranaike e três voos internacionais foram posteriormente cancelados. Às 21h47 a aeronave entrou no espaço aéreo acima da cidade de Colombo, e os sistemas de defesa aérea foram ativados. Por precaução, o fornecimento de energia para a cidade de Colombo foi cortado, mergulhando a cidade na escuridão.
Quando uma das aeronaves circulou sobre o porto de Colombo e fez uma curva sobre Galle Face Green, foi atingida por tiros antiaéreos. Às 21h51 ele colidiu com o 12º andar do prédio de 15 andares do Inland Revenue Department (IRD), localizado em Sir Chittampalam Gardiner Mawatha. O impacto desencadeou os explosivos embalados no avião, incendiando parte do prédio. Duas pessoas morreram e mais de 50 ficaram feridas no acidente, e um comunicado militar disse que "partes de pedaços de carne espalhados que dizem ser do piloto do Tiger" foram encontrados dentro do prédio. O motor do avião foi encontrado no 12º andar do prédio.
Incapaz de prosseguir devido ao pesado tiroteio antiaéreo, a segunda aeronave voltou para a base da Força Aérea localizada ao lado do Aeroporto Internacional de Bandaranaike. No entanto, a aeronave foi derrubada antes de chegar à base, caindo às 21h59. Seis civis ficaram feridos no acidente. Os destroços da aeronave, juntamente com o corpo do piloto, foram encontrados pelos militares. O piloto tinha duas cápsulas de cianeto e uma poderosa bomba anexada a ele.
Investigações conduzidas nos locais do acidente indicaram que, pela primeira vez, as aeronaves Tamil Tiger estavam repletas de explosivos, em vez de carregar bombas como haviam feito anteriormente. Estima-se que existam 215 kg de explosivos plásticos C-4 dentro de cada avião.

## Reação
O Ministério da Defesa divulgou imagens tiradas de uma câmera de vigilância infravermelha da Marinha do Sri Lanka da aeronave colidindo com o prédio do IRD. Enquanto isso, o LTTE divulgou fotos de quem eles alegaram serem os dois quadros que pilotaram as duas aeronaves, posando com o líder do LTTE Velupillai Prabhakaran. Eles também divulgaram uma carta supostamente escrita por um dos quadros exortando outros tâmeis a se juntarem ao LTTE e lutarem contra o Sri Lanka.
Houve preocupação entre a mídia do Sri Lanka sobre por que a aeronave não foi interceptada antes de chegar à capital. Um porta-voz da Força Aérea disse que, uma vez que a embarcação Tamil Tiger estava voando a uma altura extremamente baixa de cerca de 300 ft (91 m), era impossível para os caças da Força Aérea engajá-los. Ele disse que, em vez disso, a Força Aérea pretendia abater os aviões usando armas antiaéreas quando chegassem a Colombo.
Os militares acreditam que o alvo do primeiro avião foi o quartel- general da Força Aérea do Sri Lanka, que ficava ao lado do prédio do Departamento de Receita Federal, ou a Casa do Presidente ou o Quartel-General do Exército, que também estavam na área. No entanto, depois que a aeronave foi atingida, o piloto perdeu o controle e colidiu com o prédio do IRD. Acredita-se que a segunda aeronave tenha como alvo hangares de aeronaves na base da Força Aérea em Katunayake.
Embora os Tigres Tamil tenham afirmado em um comunicado que lançaram ataques aéreos bem-sucedidos contra as instalações da Força Aérea do Sri Lanka, os ataques são amplamente vistos como fracassos. No entanto, eles enviaram uma mensagem de que os Tigres Tamil ainda eram capazes de lançar ataques. O governo do Sri Lanka chamou os ataques de uma "tentativa desesperada do LTTE de trazê-lo para o centro das atenções em um momento em que enfrentava uma derrota vergonhosa" no campo de batalha, e um porta-voz disse que as organizações terroristas normalmente não desperdiçariam recursos tão valiosos neste maneira, a menos que não houvesse esperança de vencer.